# Ва (тибетська літера)

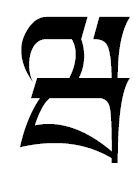

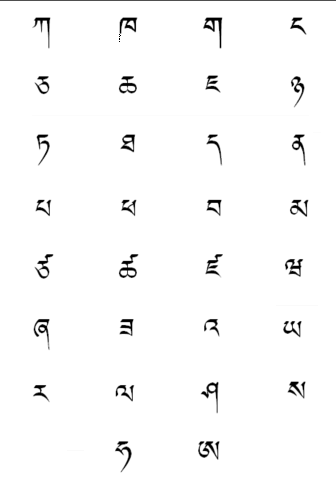

Ва (вайлі Wa) — найменш використовувана літера тибетської абетки. У словнику Реріха є спеціальна назва цієї літери — бачхе. В основному застосовується для передачі запозичених слів і топонімів. У буквеній передачі чисел відповідає числу 20. Навколо букви «ва» не можуть бути ні надписні, ні підписні, ні приписні букви. «Ва» може виступати тільки як складотворна буква або підписна буква (приймаючи форму діакритичного знака вазур).

У тантричному буддизмі «ва» зустрічається у мандалах і символізує стан поза причинно-слідчих зв'язків, а також є терміном, що позначає містицизм і окультні науки.

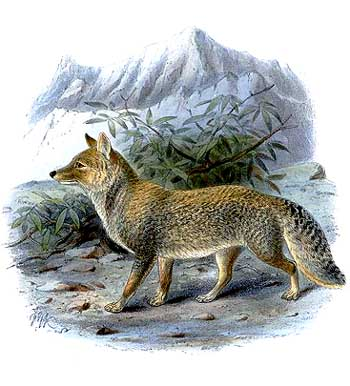
ва -  - Тибетська лисиця
ва пхакпа
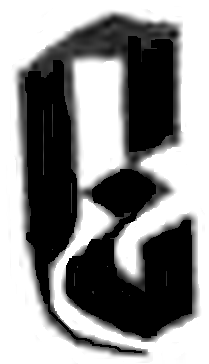
Ва рукописний (уме)
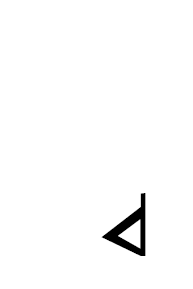
Вазур

## Вазур
Вазур може поєднуватися з 16 буквами. Він не впливає на вимову і застосовується для розрізнення омонімів. У словнику поєднання з вазуром розташовують у розділі відповідної складотворної літери перед сполученнями з фіналями.